# Státní výbor obrany
Státní výbor obrany (rusky Государственный Комитет Обороны, ГКО) byl založen v době Velké vlastenecké války jako mimořádný řídící orgán vybavený nejvyššími pravomocemi. Nezbytnost zřízení takového orgánu se stala zřejmou v době krize způsobené nepřehledností tehdejšího systému řízení. Stalin a Politbyro Ústředního výboru Komunistické strany Sovětského svazu vládli fakticky, ale formálně rozhodnutí přijímalo Prezidium Nejvyššího sovětu, Ústřední výbor KSSS atd., taková byrokracie působila v podmínkách války těžkosti.

## Složení
- Josif Vissarionovič Stalin – předseda výboru
- Vjačeslav Michajlovič Molotov – místopředseda
- Lavrentij Pavlovič Berija (od 16. května 1944 místopředseda)
- Kliment Jefremovič Vorošilov (do 22. listopadu 1944)
- Georgij Maximilianovič Malenkov
- Nikolaj Alexejevič Vozněsenskij (od 3. února 1942)
- Anastáz Ivanovič Mikojan (od 3. února 1942)
- Lazar Mojsejevič Kaganovič (od 20. února 1942)
- Nikolaj Alexandrovič Bulganin (od 22. listopadu 1944)

### Poznámka
Hlavní stan vrchního velení stejně tak jako Státní výbor obrany, byly státní instituce, které přímo osobně řídil sám Stalin, který také operativně direktivním způsobem určoval, kdo se bude jednotlivých zasedání těchto orgánů účastnit bez ohledu na to zdali dotyčný byl či nebyl jeho formálním členem. Stalinovu rozhodnutí se nikdo neodvážil odporovat. Stávalo se jen zřídkakdy, že by se příslušný orgán sešel kompletní (všichni jeho řádní členové), neboť zejména sovětští generálové a maršálové SSSR velmi často pobývali na frontě u vojsk.